# بوتلوة أرجوانية
بوتلوة أرجوانية (الاسم العلمي:Bouteloua purpurea) هي نوع من النباتات يتبع جنس البوتلوة من الفصيلة النجيلية.